# 帕卡拉村 (夏威夷州)
帕卡拉村（英語：Pakala Village）是位於美國夏威夷州可愛縣的一個人口普查指定地區。

## 历史
帕卡拉村又称“帕卡拉营”，因种植园工人的临时居住区而得名。帕卡拉营为位于Makaweli   ahupua'a的 Gay & Robinson的员工和退休人员提供住宿，此种植园是可愛縣仅存的甘蔗种植园。该种植园由1863 年首次抵达夏威夷的Kauai和Niihiu的鲁滨逊家族管理。

## 地理
帕卡拉村的座標為21°56′06″N 159°38′38″W / 21.93500°N 159.64389°W，而該地最高點為海拔高度12米（即40英尺）。

## 人口
根據2010年美國人口普查的數據，帕卡拉村的面積為7.10平方千米，當中陸地面積為6.20平方千米，而水域面積為0.90平方千米。當地共有人口294人，而人口密度為每平方千米41.41人。